# Thomas Krämer

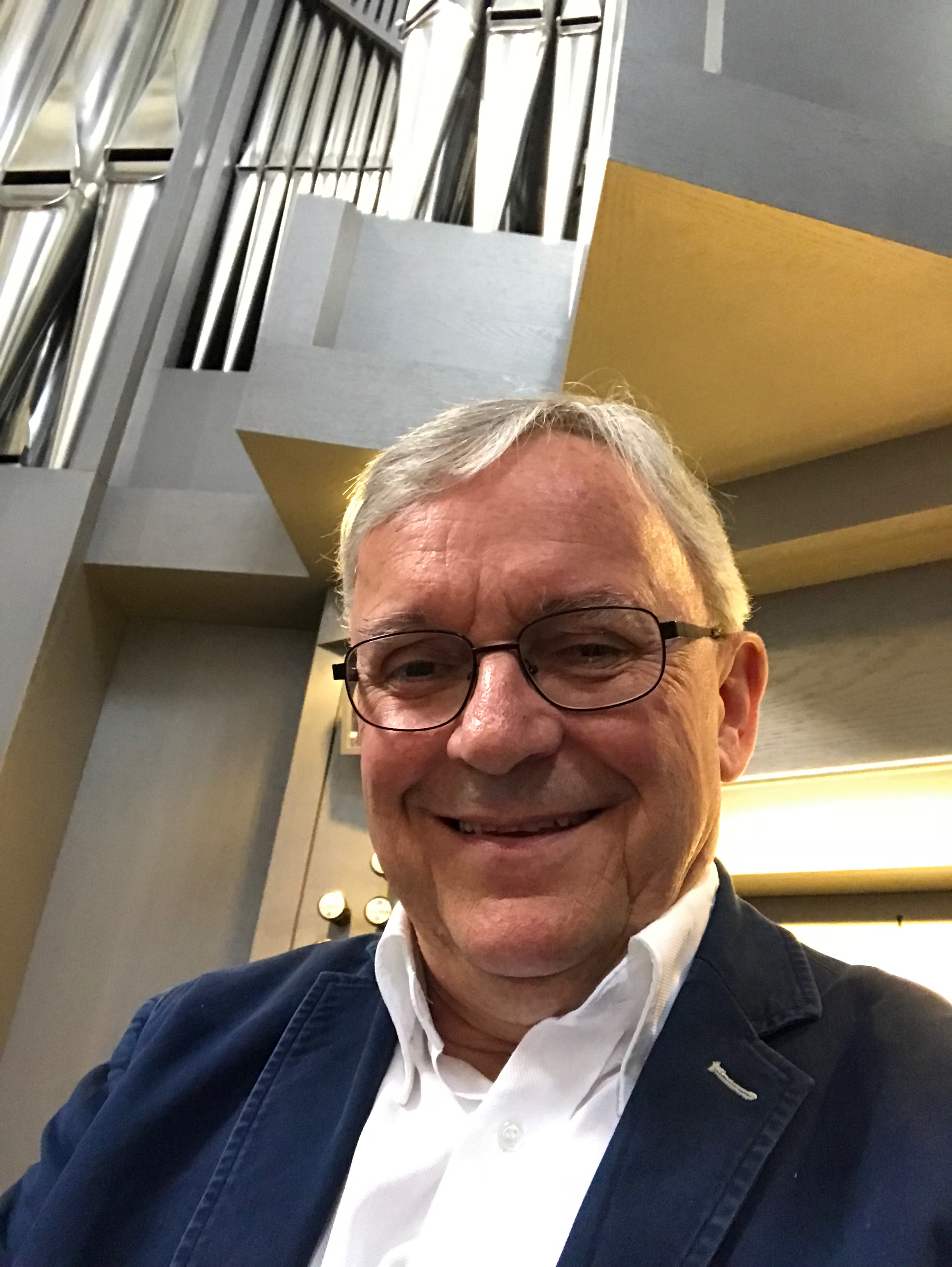
Thomas Krämer

Thomas Krämer (* 13. Oktober 1952 in Hille) ist ein deutscher Musiktheoretiker, Komponist und Dirigent.

## Leben
Krämer studierte Schulmusik, Komposition, Dirigieren, Klavier, Musiktheorie und Gehörbildung an der Hochschule für Musik Detmold und war anschließend Musiklehrer und Kirchenmusiker.
1981 wurde er Dozent für Musiktheorie an der Hochschule für Musik Detmold. Von 1985 bis 2018 lehrte er als Professor für Musiktheorie und Gehörbildung an der Hochschule für Musik Saar. Er war dort Leiter des Studienbereichs Musikerziehung, Prorektor und von 1996 bis 2004 Rektor der Hochschule.
Krämer wirkte von 1989 bis 2016 als Lehrbeauftragter für Harmonielehre und Kontrapunkt an der Universität des Saarlandes; am Conservatoire de Musique in Esch-sur-Alzette (Luxembourg) betreute er bis 2017 eine Klasse für Chordirigieren.
Als Musiktheoretiker ist Krämer insbesondere durch seine Harmonielehre im Selbststudium bekannt geworden. Krämers kompositorisches Schaffen ist breit gestreut; mehrfach wurde er mit Kompositionspreisen bedacht. Von 1989 bis 2005 entfaltete er eine intensive Tätigkeit als Chor- und Orchesterdirigent. Er unternahm zahlreiche Auslandsreisen (1994: Bachs h-Moll-Messe im Dom zu Pisa) und machte etliche Fernsehproduktionen mit der ARD und dem SR.
Im Jahr 2004 führte er als erster Dirigent Bachs Weihnachtsoratorium mit chinesischen Musikern in deutscher Sprache in Peking auf.

## Preise und Auszeichnungen
- 1988: Kirchenmusikpreis der Stadt Neuss
- 2000: Ehrenurkunde des Central Conservatory of Music, Peking
- 2005: Ehrenurkunde der Chung-Ang University Seoul, College of Music
- 2007: Saarländischer Verdienstorden (für sein Schaffen als Musiker und Musikpädagoge)[1]
- 2018: Ehrendoktorwürde (Dr. h. c.) der Hochschule für Musik Saar

## Veröffentlichungen
- Harmonielehre im Selbststudium. 9. Auflage. Breitkopf & Härtel, Wiesbaden 2023, ISBN 978-3-7651-0261-5.
- Lehrbuch der harmonischen Analyse. 2. Auflage. Breitkopf & Härtel, Wiesbaden 2012, ISBN 3-7651-0305-5.
- (mit Manfred Dings): Lexikon Musiktheorie. 2. Auflage. Breitkopf & Härtel, Wiesbaden 2010, ISBN 3-7651-0370-5.
- Teste Deine Allgemeinbildung: Musik. Humboldt, Baden-Baden 2006, ISBN 3-89994-114-4.
- Neapolitaner. In: Hartung/Kerstan: Wissen to go. Piper, München/Zürich 2008, ISBN 978-3-492-05169-9.
- Kontrapunkt. Polyphone Musik in Selbststudium und Unterricht. 3. Auflage. Breitkopf & Härtel, Wiesbaden 2020, ISBN 978-3-7651-0315-5
- Musikwissen! 231 Fragen und Antworten. Breitkopf & Härtel, Wiesbaden 2015, ISBN 978-3-7651-0447-3
- Praktische Harmonieübungen. 2. Auflage. Breitkopf & Härtel, Wiesbaden 2023, ISBN 978-3-7651-0479-4